# Río Olleros
El río Olleros, Malavao, de la Malena o de las Mayas es un río español de la cuenca del Duero, afluente del río Águeda. Discurre por las provincias de Cáceres y Salamanca.
Nace en el municipio de Robledillo de Gata del norte de Extremadura, donde recibe el nombre de "Malavao" o "la Malena". En concreto, el río parte de la "Bolla Chica", un pico que marca el límite del término municipal de Robledillo con los de Pinofranqueado y Agallas. Tras pasar por los términos municipales de Robledillo de Gata y Descargamaría, se interna en Castilla y León, concretamente en el término de Robleda, donde ya se lo llama "Malavao", aunque también se le da el nombre de "río de las Mayas". En su tramo final, donde se denomina "río Olleros", marca el límite entre los municipios de Robleda y El Sahúgo. Desemboca en el embalse de Irueña.
Este corto río de montaña tiene gran importancia política, ya que el valle que forma en su curso alto es la única área de la cuenca hidrográfica del Duero que pertenece actualmente a Extremadura. En 2011, el Tribunal Constitucional anuló un artículo del Estatuto de Autonomía de Castilla y León que reservaba competencias a la Junta de Castilla y León sobre el río Duero, en respuesta a un recurso de inconstitucionalidad interpuesto por la Junta de Extremadura para evitar que la región vecina controlase las aguas del Valle del Malavao (municipios de Robledillo y Descargamaría).